# Habitatge al carrer Llibertat, 22 (Parets del Vallès)
L'Habitatge al carrer Llibertat, 22 és una casa de Parets del Vallès (Vallès Oriental) inclosa a l'Inventari del Patrimoni Arquitectònic de Catalunya.

## Descripció
Es tracta d'una gran casa aïllada de grans proporcions amb jardí. És de planta concentrada amb tres cossos, amb una entrada porxo tancada amb arcs de mig punt, coberta amb terrat limitat amb barana de peces ceràmiques. A banda i banda del porxo hi ha una pèrgola. L'edificació es distribueix en planta baixa, pis i sota coberta. Al costat nord hi sobresurt una torre de planta rectangular amb coberta a quatre vessants, tancada amb arcs carpanells.
La coberta és plana amb terrat i de teula plana a dos vessants, acabades amb un ràfec recolzat en cartel·les. Al carener hi destaca una hídria ceràmica. L'edificació es distribueix en planta baixa i dues plantes pis amb coberta a dos vessants o terrat pla limitat per baranes de peces ceràmiques. Les façanes estan compostes amb buits de proporció vertical amb guardapols de teula i tancades amb reixes de ferro forjat. Les cantonades estan estucades amb pilars carreuats, la resta de la façana està estucada de color rosa.
La tanca és reixes treballades entre pilars de totxo vist i recolzades en un sòcol de paredat comú i aquest en un sòcol de paredat arrebossat.

## Història
Urbanització reticular de ciutat jardí iniciada als voltants de 1930, en procés de transformació parcial a habitatge col·lectiu.